# 李华筠
李华筠（1963年3月22日—），男，山东牟平人，中国前足球运动员。由于其成名和退役时间都相当早，经常成为讨论中国足球体制与优秀球员成长等问题的话题。

## 生平
李华筠的父母是1950年代迁居大连的山东人，李华筠是家中最小的儿子。他四岁时遭遇意外，失去了右手食指。上小学时，李华筠接触足球，很快便展现了他的天赋，但家庭收入微薄，父亲无力支持他走足球道路，李华筠直到14岁时才遇到启蒙教练孙文忠，开始接受专业训练。
1979年，李华筠刚进入大连市业余体校，辽宁青年足球队主教练倪继德来学校挑选队员，生猛的小“海豹”李华筠很快就被他看中了。1980年初，16岁的李华筠生平第一次乘坐火车，来到沈阳加入辽宁青年队的训练，司职右边锋。次年，他代表辽宁青年队夺得全国青年足球联赛冠军。
1982年，李华筠入选中国国青队，他不但帮助球队第一次冲出亚洲打入世界青年足球锦标赛，而且在1983年墨西哥世青赛上表现出色，入选了赛事最佳阵容同时又被美国一媒体评选为“六大希望之星”，与罗马里奥、贝贝托、范·巴斯滕同列，回国后又成为“全国十佳运动员”的候选人。
国青队赛后解散，年仅20岁的李华筠立刻入选中国国家队。在1984年亚洲杯上，李华筠在半决赛加时赛入球绝杀卫冕冠军科威特，帮助中国队历史上第一次打入洲际大赛决赛。此后数年内李华筠受到名帅雷哈格尔等邀请，多次有出国踢球的机会，但是由于中国足球处在专业制时期，辽宁队与国家队根本不考虑放行。而李华筠由于伤病等原因，最终在25岁时即宣告从国家队退役。
从国家队退役后，李华筠考入东北财经大学学习，但进入大学后，辽宁队领队崔大林又找到他，希望他继续代表辽宁队参加国内比赛。在为辽宁继续效力两年并夺得亚俱杯冠军后，李华筠于1990年再度打算退役。然而由于缺席两年大学课程，李华筠没有顺利毕业。他只好回到大连寻找工作，此时大连铁路足球队又邀请加入球队，帮助球队冲击甲级队资格，并承诺若冲甲成功，将为他分配住房，但该队最后没有兑现承诺。之后他也曾尝试经商，1998年后重新回到足球界工作，曾在数个俱乐部担任助理教练，后转而从事女子足球方面的工作。2008年，李华筠成为长春华信女足主教练，执教一年后，他决定竞聘国奥队、国青队的教练岗位，结果未能成功。